# The Rising of the Moon
The Rising of the Moon  (Ao Cair da Noite (título em Portugal) ) é um filme irlandês de 1957, dirigido por John Ford. Consiste em conjunto de todos os três episódios na Irlanda:
- "The Majesty of the Law", baseada no conto de mesmo nome por Frank O'Connor em Bones of Contention.
- "A Minute's Wait", baseado em uma comédia de um ato de 1914 por  Martin J. McHugh.
- "1921", baseado na peça The Rising of the Moon por Isabella Augusta Gregory.

## Elenco
- Tyrone Power como introdutor

### The Majesty of the Law
- Cyril Cusack como inspetor Dillon
- Noel Purcell como Dan O'Flaherty
- Jack MacGowran como Mickey J.
- John Cowley como Phelim O'Feeney

### A Minute's Wait
- Jimmy O'Dea como Paddy Morrisey, o porteiro
- Maureen Potter como Pegeen Mallory
- Paul Farrell como Mr. O'Brien, o maquinista de trem
- Harold Goldblatt como Barney Domigan
- May Craig como Mrs. Falsey
- Godfrey Quigley como Christy Domigan
- Maureen Connell como Mary Ann McMahon
- Michael Trubshawe como Coronel Frobisher
- Anita Sharp-Bolster como Mrs. Frobisher

### 1921
- Denis O'Dea como Sargento de polícia Michael O'Hara
- Eileen Crowe as Esposa do Sargento da polícia
- Donal Donnelly como Sean Curran
- Maureen Cusack como "Irmã Mary Grace"
- Doreen Madden como "Irmã Matthias"
- Joseph O'Dea como Diretor britânico
- Maureen Delany como Mulher velha
- Frank Lawton como Oficial britânico
- Edward Lexy como Quartel-mestre Sargento